# Heidelinde Penndorf
Heidelinde Penndorf (* 7. November 1956 in Weißenfels) ist eine deutsche Politikerin (ehemals Die Linke) und war Mitglied des Landtages Sachsen-Anhalt.

## Leben
Heidelinde Penndorf beendete im Jahr 1973 die Polytechnische Oberschule und wurde 1977 Vollkrankenschwester. Zwischen 1980 und 1982 war sie als Erziehungshelferin in einem Kindergarten tätig. Danach war sie von 1982 bis 1990 Sprechstundenschwester für Allgemeinmedizin. Zwischen 1991 und 1992 erfolgte eine Umschulung zur Fachkauffrau für Marketing mit einem Abschluss an der IHK. 1992 war Frau Penndorf als Fachkauffrau für Marketing und von 1993 bis 1995 als Geschäftsführerin in einem Kfz-Betrieb tätig.
Zwischen 1996 und 1997 orientierte sie sich beruflich neu und führte berufsbezogenen Praktika in einer Wirtschaftsberatung in Bonn. In den Jahren 1998 und 1999 war Heidelinde Penndorf Außendienstmitarbeiterin bei der WKV Bank München. 2000 und 2001 machte sie praxisorientierte Schulungen und erneut Praktika bei einer Wirtschaftsberatung in Bonn. Zwischen 2001 und 2002 erfolgte die Umschulung zur Kaufmännischen Internetassistentin. 2005 und 2006 war sie ohne Erwerbstätigkeit und erhielt Arbeitslosengeld II.
Frau Penndorf ist verheiratet und hat zwei Kinder.

## Politik
Heidelinde Penndorf trat 2005 der Partei des Demokratischen Sozialismus (PDS) bei. Ab 2005 war sie Mitglied im PDS-Kreisvorstand Weißenfels und war stellvertretende Kreisvorsitzende im Burgenlandkreis.
Im März 2006 zog Frau Penndorf über die Landesliste in den Landtag von Sachsen-Anhalt ein. Dort war sie Schriftführerin und Mitglied im Ausschuss für Soziales.
Zur Landtagswahl im März 2011 konnte sie in ihrem Wahlkreis (Hohenmölsen-Weißenfels) kein Direktmandat gewinnen und zog auch nicht über die Landesliste in den Landtag ein.
Ende 2011 trat Penndorf aus ihrer zwischenzeitlich in Die Linke umbenannten Partei aus. Zuvor wurde gegen sie durch den Kreisvorstand ein Parteiausschluss angestrengt; der Antrag wurde im Wahlkampf jedoch wieder zurückgenommen. Im Vorfeld der Landtagswahl 2011 war es zu innerparteilichem Streit gekommen. In E-Mails, die an die Öffentlichkeit gelangten, äußerte Penndorf gegenüber einer Mitarbeiterin, man müsse nur noch eine Legislaturperiode im Landtag durchhalten, „dann kann uns Hartz IV mal“.
2013 initiierte Penndorf mit anderen gemeinsam ein Bürgerbegehren in der Stadt Weißenfels. Das Begehren scheiterte jedoch aufgrund formaler Mängel. Die gesammelten „rund 4650 Unterschriften“ waren somit ungültig und das Begehren unzulässig.
Bei der Wahl am 25. Mai 2014 wurde Heidelinde Penndorf für die von ihr mitbegründete Wählergruppe „Bündnis für Gerechtigkeit - Wählervereinigung Weißenfels“ (BfG-WV) in den Stadtrat der Stadt Weißenfels gewählt, trat das Mandat jedoch nicht an und begründete dies mit einer neuen Arbeitsstelle. Der Oberbürgermeister der Stadt Weißenfels, Robby Risch (parteilos), warf ihr nach der Wahl im „Weißenfelser Amtsblatt“ vor, bereits vor der Wahl den Entschluss gefasst zu haben, das Mandat nicht anzunehmen.
Heidelinde Penndorf ist Mitglied der „Bürgerinitiative für soziale Gerechtigkeit Weißenfels“ und im Kinder- und Jugendhilfeverein Weißenfels. Außerdem war sie Mitorganisatorin der „Montagsdemo“ gegen „Sozialabbau“.